# Tour de Drenthe 2021
La 58.ª edición del Tour de Drenthe se celebró el 24 de octubre de 2021 con inicio en la ciudad de Assen y final en la ciudad de Hoogeveen en los Países Bajos sobre una distancia total de 188,5 km.
La carrera formó parte del circuito UCI Europe Tour 2021 dentro de la categoría 1.1 y fue ganada por el ciclista belga Rune Herregodts del equipo Sport Vlaanderen-Baloise. El podio lo completaron el italiano Andrea Pasqualon del Intermarché-Wanty-Gobert Matériaux y el neerlandés Dylan Groenewegen del Jumbo-Visma Development.

## Equipos participantes
Tomaron la partida un total de 17 equipos, de los cuales 2 fue de categoría UCI WorldTeam, 2 UCI ProTeam, 12 Continental y la selección nacional de Países Bajos, quienes conformaron un pelotón de 110 ciclistas de los cuales terminaron 70. Los equipos participantes fueron:
| WorldTeams (2)- Intermarché-Wanty-Gobert Matériaux - Team DSM ProTeams (2)- Bingoal Pauwels Sauces WB - Sport Vlaanderen-Baloise Equipos continentales (12)- Jumbo-Visma Development Team - Elkov-Kasper - Leopard - SEG Racing Academy - Lotto-Kern-Haus - Riwal - Metec-Solarwatt p/b Mantel - BEAT Cycling - EvoPro Racing - Team SKS Sauerland NRW - À Bloc CT - VolkerWessels Cycling Team Equipo nacional- Países Bajos |
| |

## Clasificación final
- La clasificación finalizó de la siguiente forma:[3]

| \| Clasificación general \| Clasificación general \| Clasificación general \| Clasificación general \| Clasificación general \| \| Ciclista \| Ciclista \| Equipo \| Tiempo \| \| \| --------------------- \| --------------------- \| ---------------------------------- \| --------------------- \| --------------------- \| \| 1.º \| Rune Herregodts \| Sport Vlaanderen-Baloise \| 4 h 22 min 07 s \| \| \| 2.º \| Andrea Pasqualon \| Intermarché-Wanty-Gobert Matériaux \| + 13 s \| \| \| 3.º \| Dylan Groenewegen \| Jumbo-Visma Development Team \| + 13 s \| \| \| 4.º \| Coen Vermeltfoort \| VolkerWessels Cycling Team \| + 13 s \| \| \| 5.º \| Arne Marit \| Sport Vlaanderen-Baloise \| + 13 s \| \| \| 6.º \| Timo de Jong \| VolkerWessels Cycling Team \| + 13 s \| \| \| 7.º \| Thimo Willems \| Sport Vlaanderen-Baloise \| + 13 s \| \| \| 8.º \| Nils Eekhoff \| Team DSM \| + 13 s \| \| \| 9.º \| Jon Knolle \| Team SKS Sauerland NRW \| + 13 s \| \| |                   |                                    |                 |
| |                   |                                    |                 |
| Fuente: ProCyclingStats |                   |                                    |                 |
| Clasificación general |                   |                                    |                 |
| Ciclista | Ciclista          | Equipo                             | Tiempo          |
| 1.º | Rune Herregodts   | Sport Vlaanderen-Baloise           | 4 h 22 min 07 s |
| 2.º | Andrea Pasqualon  | Intermarché-Wanty-Gobert Matériaux | + 13 s          |
| 3.º | Dylan Groenewegen | Jumbo-Visma Development Team       | + 13 s          |
| 4.º | Coen Vermeltfoort | VolkerWessels Cycling Team         | + 13 s          |
| 5.º | Arne Marit        | Sport Vlaanderen-Baloise           | + 13 s          |
| 6.º | Timo de Jong      | VolkerWessels Cycling Team         | + 13 s          |
| 7.º | Thimo Willems     | Sport Vlaanderen-Baloise           | + 13 s          |
| 8.º | Nils Eekhoff      | Team DSM                           | + 13 s          |
| 9.º | Jon Knolle        | Team SKS Sauerland NRW             | + 13 s          |

## UCI World Ranking
El Tour de Drenthe otorgó puntos para el UCI World Ranking para corredores de los equipos en las categorías UCI WorldTeam, UCI ProTeam y Continental. Las siguientes tablas son el baremo de puntuación y los 10 corredores que obtuvieron más puntos:
| Posición   | 1.º | 2.º | 3.º | 4.º | 5.º | 6.º | 7.º | 8.º | 9.º | 10.º | 11.º | 12.º | 13.º-15.º | 16.º-25.º |
| Puntuación | 125 | 85  | 70  | 60  | 50  | 40  | 35  | 30  | 25  | 20   | 15   | 10   | 5         | 3         |

| Clasificación |                   |                                    |        |
| Posición      | Ciclista          | Equipo                             | Puntos |
| ------------- | ----------------- | ---------------------------------- | ------ |
| 1.º           | Rune Herregodts   | Sport Vlaanderen-Baloise           | 125    |
| 2.º           | Andrea Pasqualon  | Intermarché-Wanty-Gobert Matériaux | 85     |
| 3.º           | Dylan Groenewegen | Jumbo-Visma Development            | 70     |
| 4.º           | Coen Vermeltfoort | VolkerWessels                      | 60     |
| 5.º           | Arne Marit        | Sport Vlaanderen-Baloise           | 50     |
| 6.º           | Timo de Jong      | VolkerWessels                      | 40     |
| 7.º           | Thimo Willems     | Sport Vlaanderen-Baloise           | 35     |
| 8.º           | Nils Eekhoff      | DSM                                | 30     |
| 9.º           | Jon Knolle        | SKS Sauerland NRW                  | 25     |
| 10.º          | Victor Broex      | Metec-Solarwatt p/b Mantel         | 20     |